# Киндаево
Киндаево (вепс. Kundust) — деревня в Бабаевском районе Вологодской области.
Входит в состав Вепсского национального сельского поселения (с 1 января 2006 года по 13 апреля 2009 года входила в Куйское национальное вепсское сельское поселение), с точки зрения административно-территориального деления — в Куйский национальный вепсский сельсовет.
Расположена на правом берегу реки Ивода на севере района. Расстояние до районного центра Бабаево по автодороге — 133 км, до центра муниципального образования деревни Тимошино по прямой — 43 км. Ближайшие населённые пункты — Аксёново, Берег, Никонова Гора, Слобода, Туржино.
По переписи 2002 года население составляло 10 человек, из них 8 — вепсы.